# TOPS-10
TOPS-10 (Timesharing/Total OPerating System) — операційна система від Digital Equipment Corporation (DEC) для серії мейнфреймів PDP-10 (або DECsystem-10), створеної в 1967. TOPS-10 виникла з раннього програмного забезпечення «Monitor» для комп'ютерів PDP-6 і PDP-10; у 1970 році отримала ім'я TOPS-10.

## Огляд
TOPS-10 підтримувала поділювану пам'ять і дозволяла створити першу справжню багатокористувацьку гру. Гра називалася «DECWAR» і відносилася до текстово-орієнтованих ігор типу Зоряний шлях.
Наступною інноваційною програмою стала «FORUM». Це додаток дозволило користувачам спілкуватися в чаті і було використано при створенні програми CompuServe.
TOPS-10 мала цікаву реалізацію диспетчера з кількома чергами завдань.

## Історія випусків
Перший випуск програмного забезпечення Monitor для PDP-6 відбувся в 1964 році. Підтримка процесора KA10 для PDP-10 була додана у версії 2.18 в 1967. Назва TOPS-10 було вперше використано в 1970 при випуску 5.01. Версія 6.01 (травень 1974) вперше реалізувала віртуальну пам'ять, що дозволило завантажувати програми, розмір яких був більше розміру фізичної пам'яті. Починаючи з версії 7.00, підтримувалася симетрична мультипроцессорность. Останній випуск TOPS-10 7.04 відбувся в 1988.

## TOPS-10 сьогодні
Ентузіасти можуть використовувати TOPS-10 на умовах спеціальної лицензии.
Найпростішим способом запустити TOPS-10 є використання відповідного емулятора та образу операційної системи.
Пол Аллен підтримує кілька історичних машин, доступних публічно, включаючи DECsystem-1090 з TOPS-10.

## Реалізовані мови програмування
Асемблера для TOPS-10, MACRO-10, поставлявся разом з системою.
Наступні мови програмування були реалізовані в TOPS-10:
- Алгол, як ALGOL-10 v10B, компільована мова для загальних завдань
- АПЛ, як APL-SF V2 інтерпретується в microsoft мова для математичного моделювання
- BASIC, як BASIC-10 v17F, [12] інтерпретується в microsoft мова для загальних завдань
- BLISS, як BLISS-36, компільована мова для системного програмування
- Кобол, як COBOL-68 і COBOL-74, компільована мова для бізнес-завдань
- Фортран, як FORTRAN-10 v11, компільована мова для математичних задач

Наступні мови були реалізовані членами спільноти «DECUS»: Фокал, Форт, IMP72, Лисп, Паскаль, PILOT, SAM76, Симула і Снобол.